# Eyes to me/彼は友達
「Eyes to me/彼は友達」（アイズ・トゥー・ミー/かれはともだち）は、1991年4月25日にリリースされたDREAMS COME TRUEの9thシングル（両A面シングル）。
シングルとしては初のオリコンウィークリーチャート1位を獲得した。

## 収録曲
1. Eyes to me
(作詞：吉田美和 / 作曲・編曲：中村正人)
  - フジカラーSUPER HG400キャンペーンソング[1]。
  - 吉田が歌詞を書き上げたのは『WONDER3』ツアーの追加公演となった渋谷公会堂公演（1991年2月14日[2]）の直前で、NHKホール公演（1991年2月17日[2]）の翌日にレコーディングが行われたという。
  - 1991年12月31日放送の『第42回NHK紅白歌合戦』で歌唱。2008年7月放送の『FNS27時間テレビ!! みんな笑顔のひょうきん夢列島!!』でもジングルに使用された。
2. 彼は友達
(作詞・作曲：吉田美和 / 編曲：中村正人)
  - ダイドードリンコ「ダイドーブレンドコーヒー」イメージソング

## 収録アルバム
Eyes to me
- MILLION KISSES (1991年11月15日、VERSION #2)
- BEST OF DREAMS COME TRUE(1997年10月1日、非公式アルバム)
- DREAMANIA DREAMS COME TRUE 〜SMOOTH GROOVE COLLECTION〜(2004年1月9日)
- DREAMS COME TRUE THE BEST! 私のドリカム(2015年7月7日)

彼は友達
- MILLION KISSES ("What a fabulous" VERSION)

## カヴァー
Eyes to me
- Little Glee Monster - アルバム『Colorful Monster』通常盤CD DISC-2に収録。